# Sidneioides peregrinus
Sidneioides peregrinus is een zakpijpensoort uit de familie van de Polyclinidae. De wetenschappelijke naam van de soort is voor het eerst geldig gepubliceerd in 2011 door Kremer et al..